# Agapanthia villosoviridescens
Agapanthia villosoviridescens é uma espécie de insetos coleópteros polífagos pertencente à família Cerambycidae.
A autoridade científica da espécie é De Geer, tendo sido descrita no ano de 1775.
Trata-se de uma espécie presente no território português.